# Frontón de Almusafes
El Frontón de Almusafes es una instalación deportiva del municipio español de Almusafes, en la Provincia de Valencia. Desde el año 2018, el frontón está dedicado a José Ventura Salvador, pionero de la pelota valenciana en la localidad.

## Galería

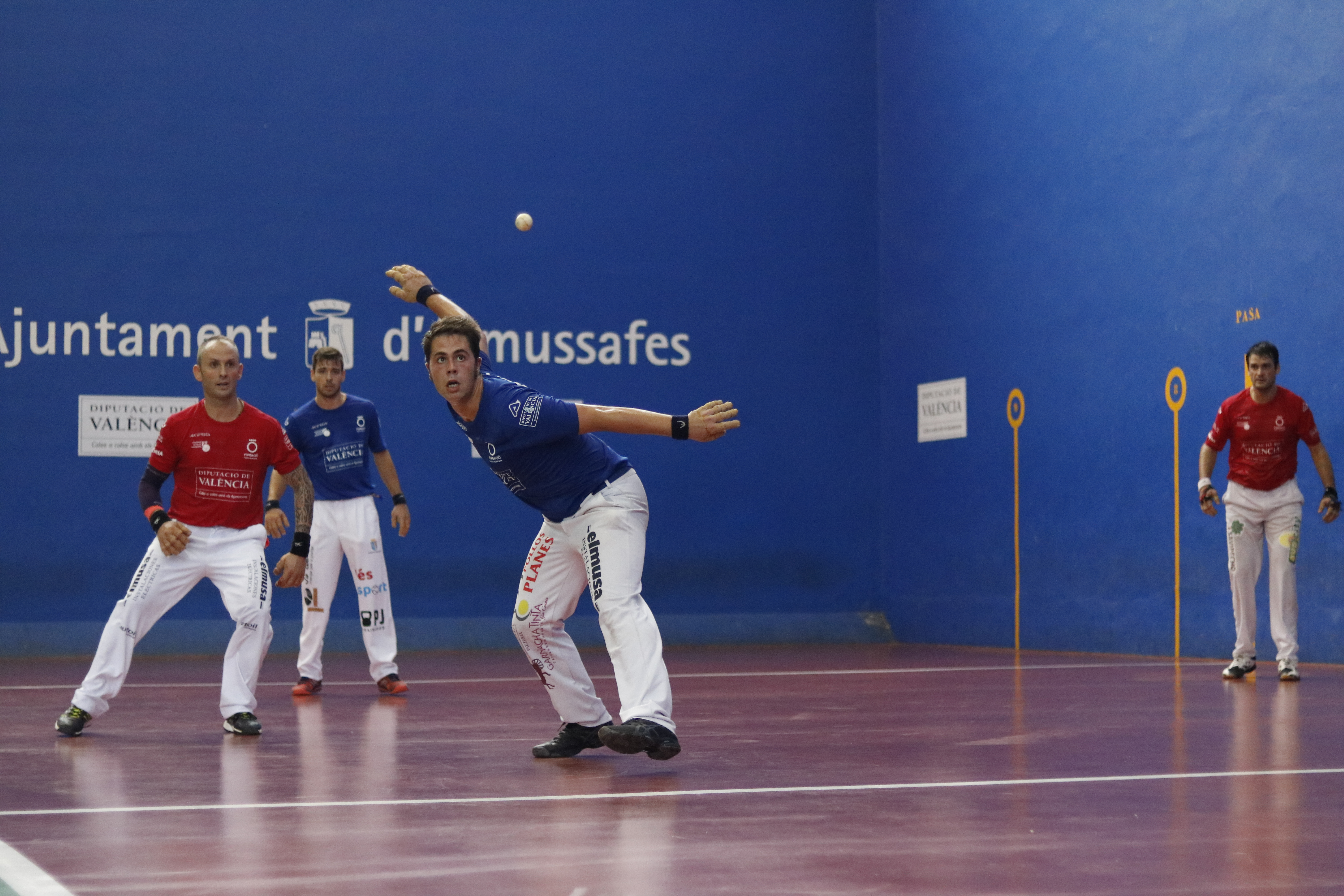
Partida correspondiente a la final del XIII trofeo Diputación Provincial de Valencia de frontón
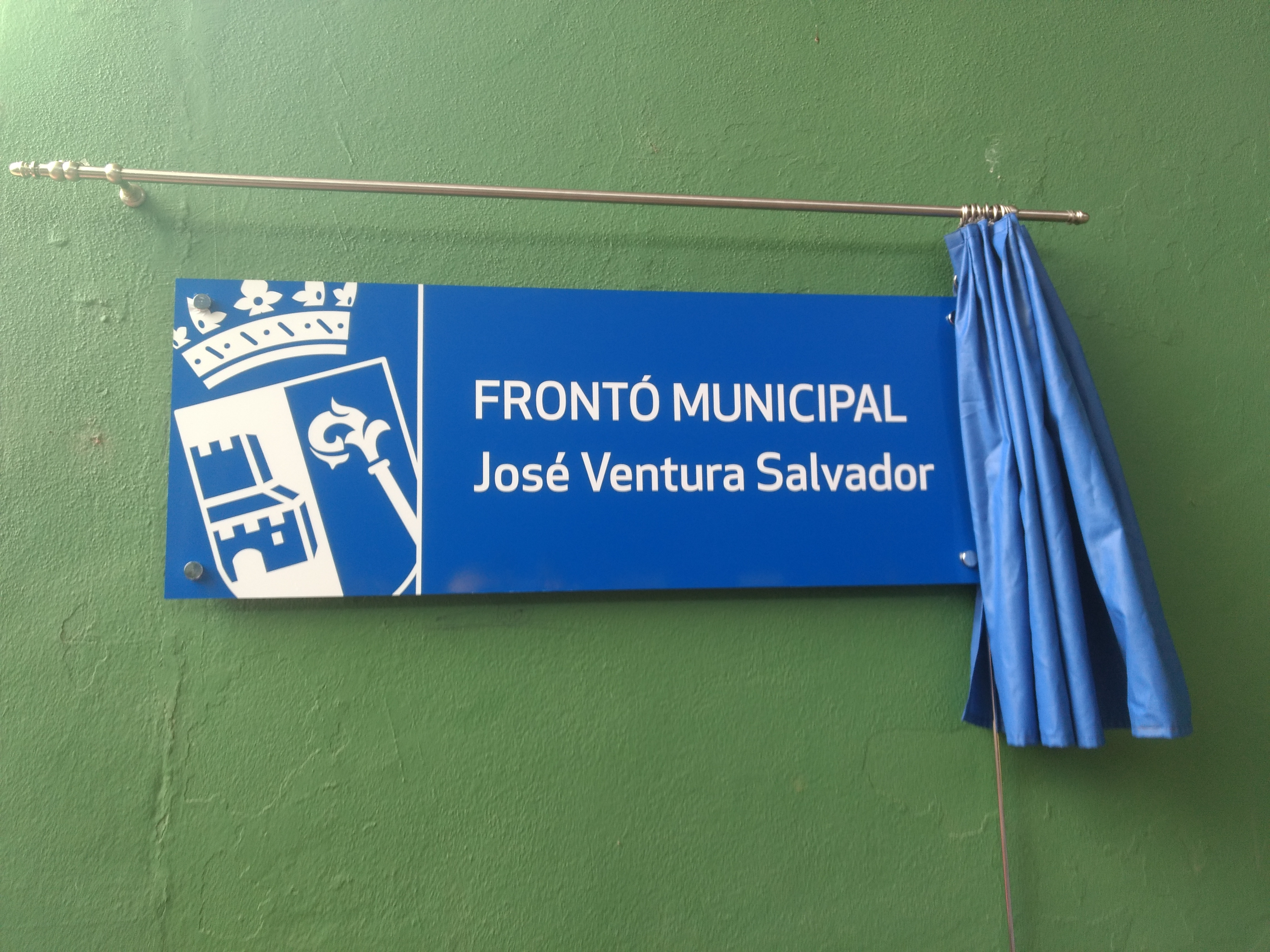
Placa en homenaje a José Ventura Salvador
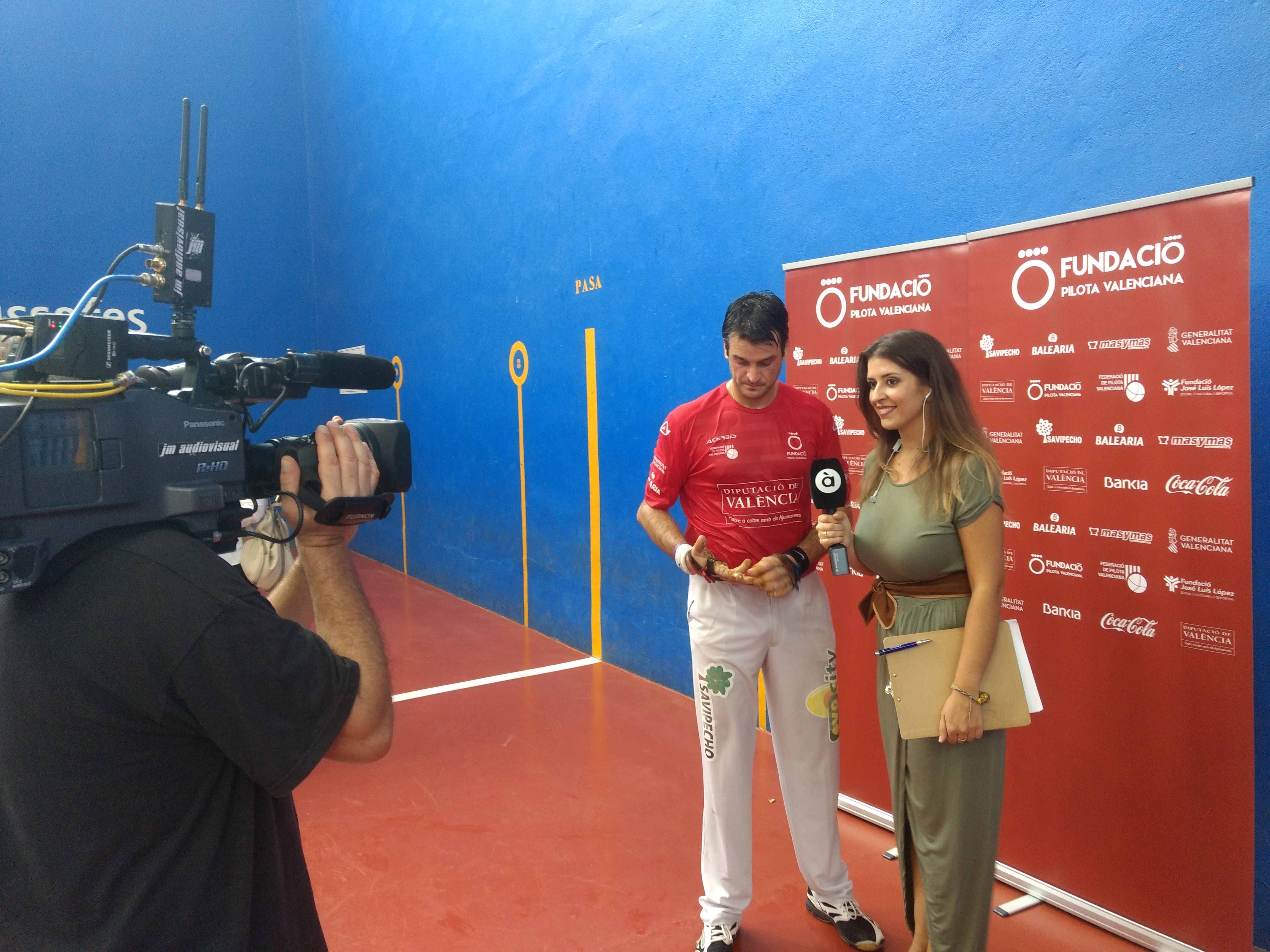
Genovés II antes de ser entrevistado en televisión